# Сломљена стрела
Сломљена стрела (енгл. Broken Arrow) је акциони филм из 1996. године.

## Радња
Два официра америчких ваздухопловних снага, мајор Вик „Дик“ Дикинс (Траволта) и капетан Рајли Хејл (Слејтер), су партнери и блиски пријатељи. Филм почиње пријатељским боксерским сукобом између њих двојице. Дикинс нокаутира Хејла, након чега је изјавио да је Хејл могао да га победи, да се није разбеснео у последњем тренутку. Након спаринга, Хејл му даје 20 долара које је изгубио (убеђујући Дикинса да их узме тако што их је наводно украо из новчаника мајора), а затим оба пилота који служе у ваздухопловној бази Витмен (једина база за Б-2 „Спирит“ бомбардере) су послати на тајну вежбу у стелт бомбардеру Б-3 (измишљена надограђена верзија правог Б-2) са две термонуклеарне бомбе Б83 на броду.
Након што је успешно нестао са радара Ваздухопловне базе Јута, Дикинс започиње пријатељски разговор са Хејлом и замоли га да погледа кроз десни прозор. У том тренутку вади пиштољ и спрема се да пуца у пријатеља. Настаје туча у авиону, током које Дикинс успева да избаци Хејла и баци обе бомбе на земљу. Пре него што је напустио бомбардер, Дикинс обавештава базу да је Хејл изгубио контролу и да се он, Дикинс, катапултира, након чега се невођени бомбардер сруши у планину изнад једног од кањона Јуте.
У међувремену, Ваздухопловство шаље СВАТ тим да уклони бомбе. Али они нису у авиону, а одред извештава о ситуацији сломљене стреле - догађају везан за нуклеарно оружје, бојеве главе или компоненте, у овом случају, губитак нуклеарног оружја. Дикинсови плаћеници тада уништавају одред.
Хејл преживи његово избацивање и проналази га чувар парка Тери Кармајкл, коју он убеђује да помогне у проналажењу Дикинса и осујети његове планове. Након што је украо нуклеарно оружје, Хејл покушава да деактивира бомбе уношењем погрешног кода за активирање. Али Дикинс је то предвидео и Хејл нехотице активира тајмер за експлозију једне од бомби. Хејл покушава да однесе обе бомбе дубоко у бакарно окно напуштеног рудника, тако да их Дикинс не нађе. Дикинс се појављује и преузима другу бомбу, осуђујући Хејла и Тери на смрт од експлозије прве, али успевају да побегну из рудника преко подземне реке. После нуклеарне експлозије, електромагнетни импулс уништава НЕСТ обавештајни хеликоптер послат да покупи бојеве главе. Тери и Хејл су се тада разишли. Тери се крије на Дикинсовом чамцу док Хејла покупи војска.
Хејл нагађа да Дикинс транспортује бомбу возом за Денвер и прати хеликоптер у потери. У возу, Хејл открива Тери. Избија пуцњава између Хејла, Тери и Дикинсових унајмљених војника. Већина плаћеника гине, а Дикинсов хеликоптер експлодира. Дикинс, схватајући да су његови планови пропали (уцењивао је америчку владу, захтевајући 250 милиона долара), одлучује да детонира нуклеарну бојеву главу заједно са собом и градом. Хејл и Дикинс се суочавају лицем у лице, а у близини бомбе долази до борбе прса у прса. Хејл успева да победи Дикинса и онеспособи тајмер две секунде пре експлозије, након чега напушта воз. У том тренутку аутомобил се забија у други аутомобил, а бомба улети у Дикинсова прса. Цео воз експлодира.
Преживели Хејл међу олупином воза открива угашену и спаљену бомбу, а поред ње је иста новчаница од 20 долара на грани. Затим проналази Тери и они се коначно формално представљају једно другом.

## Улоге
| Глумац            | Улога                  |
| ----------------- | ---------------------- |
| Џон Траволта      | мајор Вик „Дик“ Дикинс |
| Кристијан Слејтер | капетан Рајли Хејл     |
| Саманта Матис     | Тери Кармајкл          |
| Делрој Линдо      | пуковник Макс Вилкинс  |

## Зарада
Филм је у САД зарадио 70.770.147 $.
- Зарада у иностранству - 79.500.000 $
- Зарада у свету - 150.270.147 $